# Twisted Tenderness
Twisted Tenderness es el tercer y último álbum de estudio del supergrupo británico Electronic , lanzado en abril de 1999 por Parlophone en el Reino Unido y dieciocho meses después por Koch Records en los EE. UU. en el 2000. Fue relanzado en 2001 como Twisted Tenderness::Deluxe por Koch con un segundo disco de caras caras B y remixes añadidos.

## Historia
La escritura y grabación del álbum fue una reacción a las prolongadas sesiones de su predecesor Raise the Pressure , que habían tardado un año y medio en completarse. Marr y Sumner siguieron siendo los únicos miembros oficiales de la banda, pero se les unieron el líder de Doves , Jimi Goodwin , en el bajo, y el baterista de Black Grape , Ged Lynch. El sonido del álbum reflejó este enfoque de regreso a lo básico en términos de formación, aunque la producción y mezcla posteriores incorporaron ritmos y muestras adicionales.
Twisted Tenderness fue coproducida por el influyente productor de baile y DJ de clubes de la ciudad de Nueva York , Arthur Baker , con quien Sumner había trabajado previamente en el éxito de New Order de 1983 "Confusion", entre otras canciones.
La edición promocional del álbum contenía una muestra no aclarada de Ice-T proclamando "este no es un álbum pop" en la pista "Make It Happen". Esta mezcla tuvo una duración de 7:50; se acortó para su lanzamiento cuando se extrajo la muestra.
Las primeras promociones también incluyeron "King for a Day", que finalmente se lanzó como cara B de "Late at Night". Las revisiones en Q y Mojo se basaron en esta configuración; el primero afirmó que había doce pistas, mientras que el segundo mencionó la referencia a Drácula en la letra de la canción. El único país que incluyó "King for a Day" en el álbum fue Japón, donde se lanzó una semana antes que Gran Bretaña.
La introducción de la canción "Like No Other" fue una muestra de la canción "Run Through the Jungle" de Creedence Clearwater Revival.
Los sencillos "Vivid" y "Late at Night" presentaban tres caras B entre ellos, a saber, "Radiation" (un instrumental coescrito con Baker), "King for a Day" y "Warning Sign", todos los cuales aparecieron en la edición Deluxe junto a versiones promocionales y remixes lanzados anteriormente.
El místico ruso Grigori Rasputin aparece en la portada.

## Lista de canciones
Todas las canciones escritas por Marr/Sumner, excepto donde se indique.

### Edición estándar
| Twisted Tenderness |                                          |          |  |
| N.º                | Título                                   | Duración |  |
| 1.                 | «Make It Happen»                         | 7:41     |  |
| 2.                 | «Haze»                                   | 5:12     |  |
| 3.                 | «Vivid»                                  | 5:36     |  |
| 4.                 | «Breakdown»                              | 5:52     |  |
| 5.                 | «Can't Find My Way Home» (Steve Winwood) | 4:52     |  |
| 6.                 | «Twisted Tenderness»                     | 5:30     |  |
| 7.                 | «Like No Other»                          | 4:38     |  |
| 8.                 | «Late at Night»                          | 4:12     |  |
| 9.                 | «Prodigal Son»                           | 7:10     |  |
| 10.                | «When She's Gone»                        | 4:29     |  |
| 11.                | «Flicker»                                | 6:27     |  |

| Pistas extras en la edición Americana 2000 |                                |          |  |
| N.º                                        | Título                         | Duración |  |
| 12.                                        | «King For a Day»               | 4:28     |  |
| 13.                                        | «Warning Sign»                 | 4:44     |  |
| 14.                                        | «Make It Happen» (Album Remix) | 5:55     |  |

### Disco Bonus de Edición Deluxe 2001[7]
| Twisted Tenderness::Deluxe Bonus Disc |                                                  |          |  |
| N.º                                   | Título                                           | Duración |  |
| 1.                                    | «King For a Day»                                 | 4:28     |  |
| 2.                                    | «Warning Sign»                                   | 4:44     |  |
| 3.                                    | «Make It Happen» (Remix)                         | 5:58     |  |
| 4.                                    | «Haze» (Alternative Mix)                         | 5:24     |  |
| 5.                                    | «Prodigal Son» (Star In Your Own Mind Mix)       | 10:04    |  |
| 6.                                    | «Radiation»                                      | 7:32     |  |
| 7.                                    | «Prodigal Son» (Touched By the Hand of Inch Mix) | 5:07     |  |
| 8.                                    | «Prodigal Son» (Two Lone Swordsmen Mix)          | 5:35     |  |
| 9.                                    | «Prodigal Son» (Harvey's Greatly Deluded Mix)    | 3:17     |  |
| 10.                                   | «Come Down» (Cevin Fisher Mix)                   | 8:20     |  |

## Personal
- Bernard Sumner : Voz, guitarras, bajo (pistas 1-4)
- Johnny Marr : guitarras, armónica, voz, bajo (pistas 1, 4, 5, 7)
- Jimi Goodwin - Bajo y coros (pistas 4, 5, 7, 9)
- Ged Lynch - Batería, percusión (pistas 2, 3, 7-11)
- Phil Spalding - Bajo
- Lindsay Reed - Coros
- Astrid Williamson - Coros (pistas 3, 5, 6, 8, 10)
- Arthur Baker - Arañazos (pistas 1, 4, 7), armónica y teclados
- Merv de Peyer - Teclados y programación
- Mac Quayle - Teclados y programación (pistas 4-6)
- Jason Mad Doctor X - Arañazos
- Fridge - Beats y efectos
- Producida por - Electronic y Arthur Baker
- Ingeniero - James Spencer
- Ingeniero - Darren Allison (pistas 2 y 8)
- Mezclado por - James Spencer (pistas 4,5,6,7,9,11)
- Mezclado por - Merv de Peyer (pistas 1,2,3,8,10)